# Jericó
Jericó – miasto w Kolumbii, w departamencie Antioquia.